# Patricia Paay
Patricia Anglaia Margareth Paaij (Rotterdam, 7 april 1949) is een Nederlands zangeres en mediapersoonlijkheid. Ze schrijft haar achternaam sinds het begin van haar zangcarrière als 'Paay'.

## Biografie

### Jeugd en zangdebuut
Paay komt uit een muzikale familie. Haar vader, John Paay, speelde in bigbands en orkesten. Hij trad op voor Amerikaanse militairen in Duitsland, waardoor het gezin een tijdlang in Duitsland woonde. Op de kleuterschool klom ze al op stoelen om iets voor te dragen en vanaf haar twaalfde kreeg ze piano- en balletlessen. Haar vaders zus Telma zong in zijn band The Evergreens. Op vijftienjarige leeftijd zei Paaij: "Wat tante Telma doet wil ik ook." Ze debuteerde rond die tijd in The Evergreens. De arbeidsinspectie stond haar echter niet toe om in clubs en cafés te zingen. Wel mocht ze op radio en televisie optreden. Haar televisiedebuut maakte ze in 1966. Op de allereerste uitzendavond van de TROS had ze een eigen special van 20 minuten met de titel Patricia zingt.
Via impresario Lou van Rees trad ze niettemin met The Evergreens toch stiekem op in de eet- en dansgelegenheden van Rutex in de Randstad. Van Rees regelde ook een contract voor optredens op cruiseschepen van de Holland-Amerika Lijn. Deze voeren van Rotterdam naar New York en vervolgens naar de Bahama's. Doordat ze buiten territoriale wateren optrad, waren haar optredens wel toegestaan. Ze groeide met haar zusje Yvonne en stadsgenote Anita Meyer uit tot een veelgevraagde begeleidingsgroep.

### Doorbraak

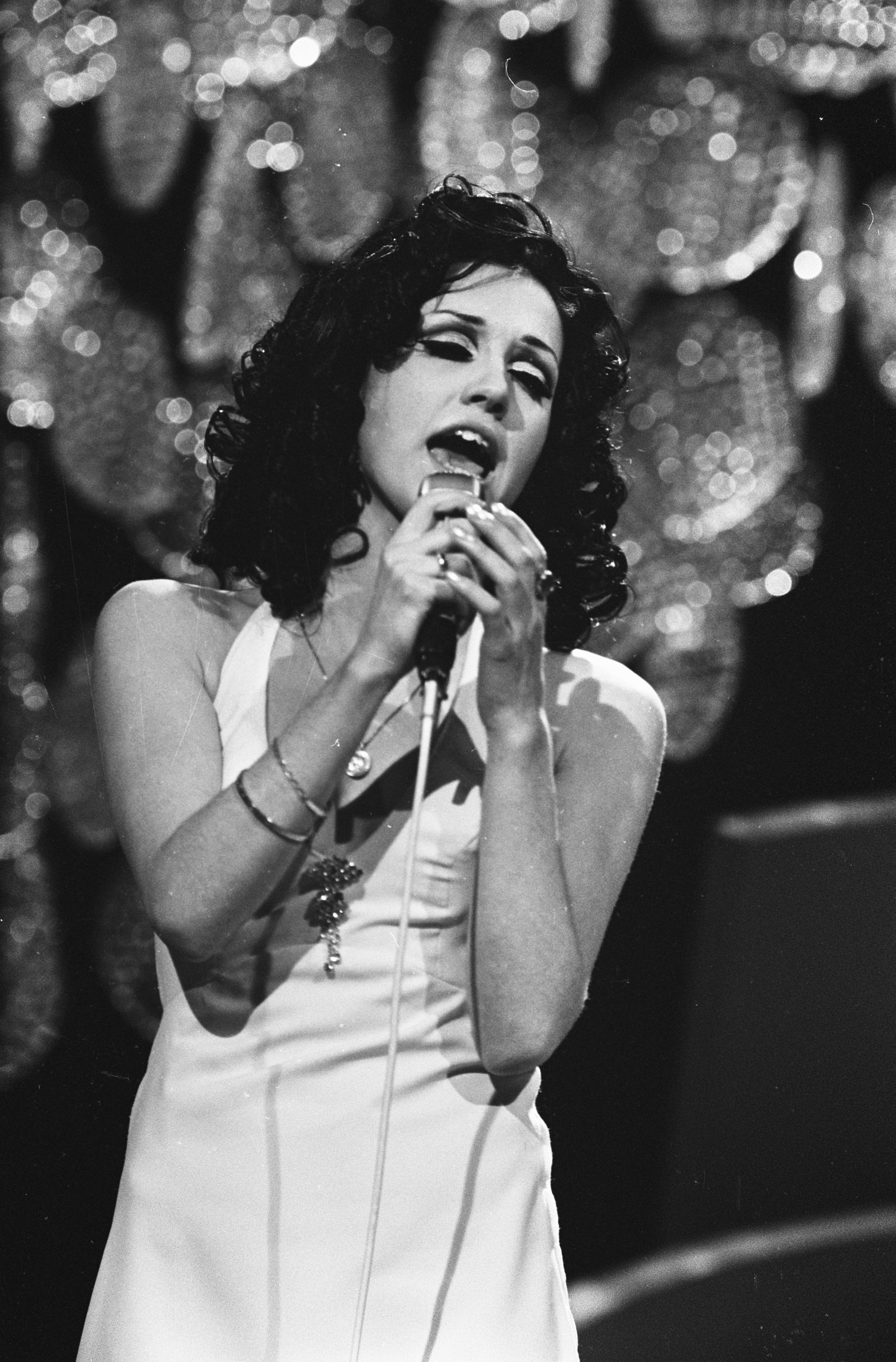
Patricia Paay tijdens het Nationaal Songfestival 1969

In 1967 bracht ze haar derde single uit, Je bent niet hip. Het lied werd een hit en zorgde voor haar doorbraak. Ze maakte hierna tournees door Nederland, België en Duitsland en maakte ook deel uit van de Nederlandse afvaardiging naar het Songconcours van Knokke. Hierna had ze nog twee bescheiden hits met Wat moet ik doen en Corriamo en daarnaast bracht ze rond de drie singles uit in het Duits. Ze zong als leadzangeres voor Ans de Bies Harbourlights (samen met Yvonne Paaij) en als achtergrondzangeres van Honey Bee (alias van De Bie). Zelf bracht ze nog enkele Nederlandstalige platen uit die geen hits werden.
Ze was een van de deelnemers aan het Nationale Songfestival van 1969, met het liedje Jij, dat door John Möring was geschreven. Ze eindigde op een gedeelde vijfde plaats. De winnaar was Lenny Kuhr die met De troubadour later ook het Eurovisiesongfestival van 1969 won.
Ondertussen legde ze zich toe op zang voor reclamespotjes, als stand-in, en met sessiewerk voor bands als The Cats, Tee Set en de Golden Earring. Samen met Unit Gloria, Left Side en The Buffoons vormde ze de formatie Package, die in 1969 de single Were you there uitbracht. Haar single Tell me you're never gonna leave me uit 1970, met begeleiding van de Golden Earring, bereikte in 1970 de Tipparade van Radio Veronica. In 1970 maakte ze als achtergrondzangeres deel uit van de Engelstalige gelegenheidsformatie van Neerlands Hoop, Slight Ache, op hun enige single Second flood. Ook maakte ze deel uit van de supergroep Holland, die de eenmalige hitsingle Hans Brinker symphony (1971) uitbracht.
In 1971 richtte ze haar eigen formatie Himalaya op. Met deze band bracht ze de single Put your hand in the hand uit, die in Nederland in de Tipparade belandde en in Zweden een hit werd. In de Kvällstoppen (Avondtop) bereikte de single nummer 11 en in de lijst van bestverkochte singles van Radio Zweden minstens de zesde plaats. In haar biografie maakt Bert van der Veer melding van een nummer 1-hit in Zweden. In 1973 werd de bandnaam in Heart gewijzigd. Hierna volgden nog drie singles, waaronder de hit Lovemaker in 1974.
Paay deed ook veel achtergrondzang. Zo was zij, samen met de latere Luv'-zangeres José, duidelijk te horen op de hit Standing on the inside van Full House uit 1976. Een jaar ervoor, in 1975, verscheen op het album Royal bed bouncer van de Nederlandse symfonische rockgroep Kayak een nummer dat haar voornamen draagt: Patricia Anglaia. Het is een instrumentaal nummer, geschreven door Pim Koopman, met Paay neuriënd op de achtergrond.
Nadat Paay in 1975 solo wilde terugkomen met de rocksingle Please crawl out your window maar daarmee geen succes had, veranderde ze in 1976 van richting en begon ze aan een succesvolle reeks met discoplaten. Na twee hits rond de top 20, kwam ze aan het eind van het jaar met Who's that lady with my man. Het werd haar grootste solosucces met een nummer 2-notering in de Top 40. Ook de opvolger Livin' without you deed het goed in de hitparades. Beide zijn producties van Jaap Eggermont. Daarnaast werden haar albums The lady is a champ en Malibu touch goed verkocht.
Midden in haar succesvolle periode haperden de verkopen. Malibu en The best friend I know (1978), een nummer dat ze met haar zus Yvonne zong, waren in de winkels niet voorradig doordat er problemen waren bij de distributie. Er was op dat moment een reorganisatie gaande bij haar platenmaatschappij Bovema. Daardoor mocht ze ook niet langer meer werken met de manager Cees den Daas, evenmin als haar eigen producer Jaap Eggermont, die niet bij Bovema in dienst was. Nadat ze een kort geding tegen Bovema verloor om het contract te ontbinden, kocht ze zichzelf uit en ging ze verder met het label WEA. De single die ze eind 1979 samen met Jacques Kloes via WEA uitbracht, You make it alright, werd uitgeroepen tot beste Nederlandse productie.
In de jaren tachtig had ze opnieuw succes met haar album Playmate en de singles Saturday nights en Who let the heartache in. De laatste single bereikte de top 10 in Nederland en België. Daarna kwamen Tomorrow (met Jaap Eggermont), dat een van haar grootste successen als solozangeres werd, en Solitaire. Beide singles zijn afkomstig van het album Dreamworld.

### Star Sisters

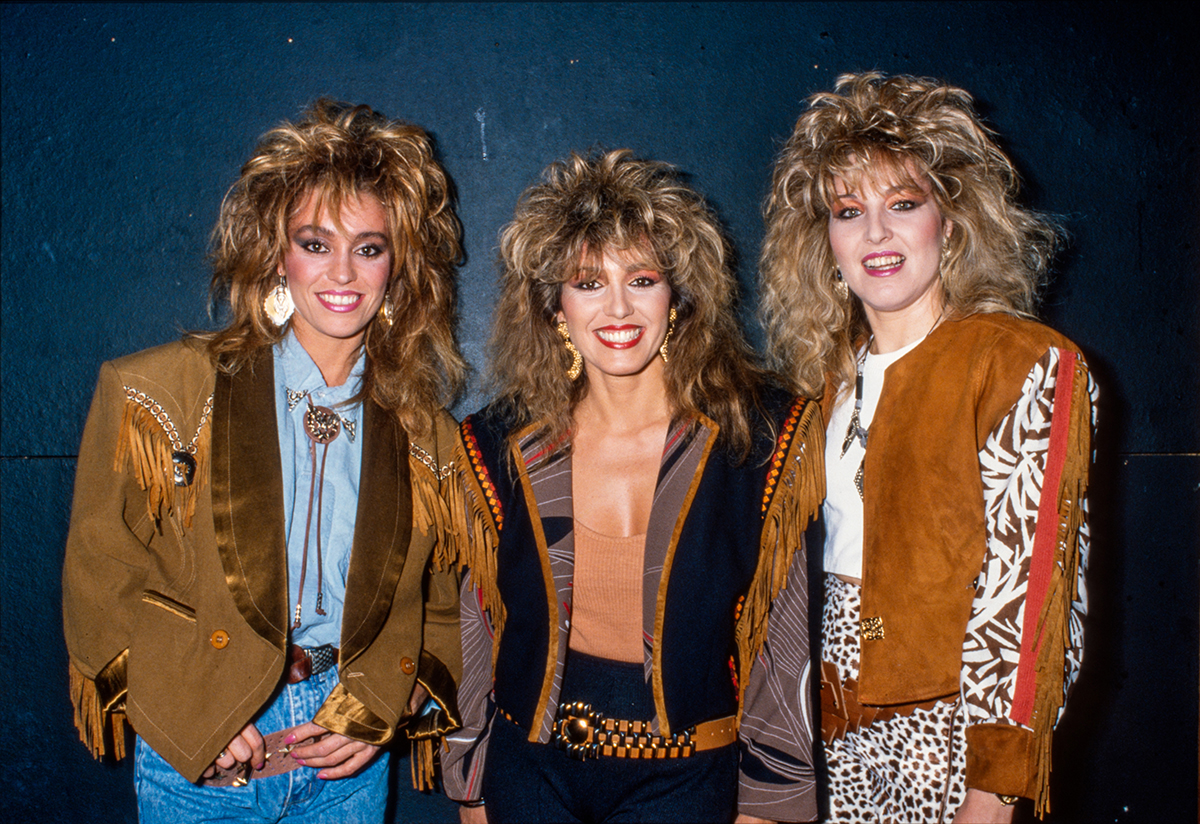
Ingrid Ferdinandusse, Patricia Paay en Yvonne Keeley

In 1982 gaven zij, haar moeder Elles Paay en haar zus Yvonne een hommage aan de Andrews Sisters in de TV Show. De Andrews Sisters waren succesvol tijdens de Tweede Wereldoorlog met opbeurende musicals en optredens voor soldaten. Producer Jaap Eggermont, met wie ze in de jaren ervoor ook veel samenwerkte, werkte op dat moment aan Stars on 45, een project met medleys van artiesten als The Beatles, Stevie Wonder en The Rolling Stones. Eggermont nam hen op in zijn medleyserie en produceerde in 1983 de single Stars on 45 proudly presents The Star Sisters. De plaats van hun moeder werd ingenomen door Sylvana van Veen. De single werd een internationaal succes en bereikte in Nederland, België en Frankrijk de hoogste positie in de hitlijsten. In de bijbehorende videoclip treden de Starsisters op bij een Welcome home party voor G.I.'s die terugkomen van de Tweede Wereldoorlog. Het project werd voortgezet onder de naam The Star Sisters en duurde uiteindelijk tot 1987, met als grootste vervolghits Hooray for Hollywood en Danger. De single Godzilla, een soundtrack voor de Japanse film The return of Godzilla uit 1984, werd een grote hit in Japan. In 1985 werd Van Veen opgevolgd door Ingrid Ferdinandusse en werd de muziekstijl gewijzigd in eigentijdse discomuziek.

### New York en Engeland
Begin 1987 kreeg ze een relatie met Adam Curry. Eind oktober 1987 stapte hij van de omroep Veronica over naar MTV in New York en ze verhuisden samen daarheen. Een maand voor vertrek bracht Paay haar single Stop me uit, die vijf weken in de Nationale Hitparade Top 100 stond.
In 1992 nam ze vanuit de Verenigde Staten een duet op met Rob de Nijs, De wereld, waarvan De Nijs zijn deel in Nederland opnam. De single stond in het teken van zijn 30-jarige jubileum en kwam ook op zijn succesvolle jubileumalbum te staan. De wereld stond tien weken in de Nationale Top 100.
Begin 1999 keerde het paar terug naar Nederland. Een jaar later bracht ze met het John Paay Orchestra van haar vader de single Daddy uit.
Van 2002 tot 2003 was ze samen met Curry te zien in de Adam's family, een docusoap op SBS6 die geïnspireerd was op The Osbournes rond Black Sabbath-zanger Ozzy Osbourne.
In 2004 werd onder de titel Je bent niet hip haar debuutalbum Portret van Patricia opnieuw uitgebracht, met als bonustrack Jij die ze tijdens het Nationale Songfestival van 1969 had gezongen. In hetzelfde jaar verhuisde het gezin naar Engeland.

### Terug in Nederland
In 2006 en 2007 deed Paay mee aan het dansprogramma Dancing with the Stars. In 2008, 2009 en 2010 was ze te zien als jurylid in de SBS6-programma's Holland's got talent en Popstars.
In 2008 zong ze met Gerard Joling het duet Bloedheet voor zijn gelijknamige album. Ze schreef hier zelf de tekst voor op de melodie van (Love is like a) Heat wave van Martha & The Vandellas.
Kort na haar scheiding van Curry, die een relatie aanging met de actrice Micky Hoogendijk, bracht Paay toepasselijk nogmaals haar hit Who's that lady with my man uit. Deze versie is een remix van John Marks en stond enkele weken in de Single Top 100 genoteerd. Het idee voor de single ontstond tijdens een fotoshoot die zij met haar dochter Christina maakte voor het tijdschrift LINDA. De single werd dat jaar meegeleverd bij de speciale editie van Linda.mode.
Eind 2009 werd een fotoreportage van haar gepubliceerd in de Nederlandse editie van het mannenblad Playboy. Ze was toen zestig jaar oud, waardoor ze het oudste model ter wereld was dat ooit met een blootreportage in Playboy stond. Het was haar derde fotoreportage in dit blad; de andere keren waren in 1984 en 1996.
In 2010 bracht Paay samen met Remco Bastiaansen de dans-dvd Forever fit uit.
Vanaf september 2011 maakte Paay samen met Patty Brard en Tatjana Šimić de achtdelige televisieserie Diva's draaien door. In 2012 traden ze samen op als Diva's On Stage en bracht het trio samen een single uit.
In 2013 jureerde ze bij Sterren Dansen op het IJs.
In 2020 was Paay samen met Famke Louise te zien in het televisieprogramma Ali B op volle toeren, waarin Paay voor het eerst sinds 10 jaar weer zong. Ze zong een zelf gemaakte jazz-versie van Famke Louises nummer Op me monnie. Dit leverde Paay veel positieve reacties op. In september 2024 was Paay eenmalig als jurylid te zien in het televisieprogramma De Bondgenoten. Datzelfde najaar was Paay te zien de film Dit is geen kerstfilm.

### Persoonlijk leven
Toen zij negentien was trouwde Paay voor het eerst. Vanaf 1977 had ze een relatie met Joey Fresco, een modekoning uit Rotterdam, met wie ze in 1978 trouwde en tien jaar later weer scheidde. Paay was van 1988 tot 2009 getrouwd met Adam Curry met wie zij een dochter kreeg: Christina. Van november 2016 tot in 2025 was Paay voor de vierde maal gehuwd.
In februari 2017 werden er een tweetal privévideo's gelekt, waarin Paay zelf te zien is, en verspreid via internet en WhatsApp. Paay liet weten dat het openbaar maken van deze video's tegen haar wil in was gebeurd en onderdeel zou zijn van een poging tot chantage. Ze deed aangifte van zowel het dreigen met het verspreiden van de bewuste video's, als van het daadwerkelijk naar buiten brengen ervan. Op 25 juli 2018 deed de rechter uitspraak dat het embedden van de video's door de website GeenStijl onrechtmatig was, en kende een schadevergoeding van 30.000 euro toe. De eis was 250.000 euro aan immateriële schade en 200.000 euro aan materiële. In twee jaar tijd spande ze een aantal civiele rechtszaken aan, die ze vrijwel allemaal won. Ook zijn twee mannen die de beelden hadden verspreid, in 2020 strafrechtelijk veroordeeld voor belediging en auteursrechtinbreuk. Ze kregen respectievelijk een voorwaardelijke celstraf van een maand en een voorwaardelijke taakstraf van vijftig uur.

## Discografie

### Singles
Hieronder volgt een overzicht van haar singles. Eerst wordt de pieknotering genoemd en tussen haakjes het aantal weken dat de single genoteerd stond. Aan het begin van haar zangcarrière liet ze Paay weg uit haar artiestennaam. In Duitsland bracht ze ook Duitstalige singles uit onder de naam Patty Pay.

#### Als Patricia
| Jaar | titel                               | Top 40  | Hilversum* | België | opmerkingen                        |
| ---- | ----------------------------------- | ------- | ---------- | ------ | ---------------------------------- |
| 1966 | No one can love you like I do       | -       | -          | -      |                                    |
| 1967 | You called me baby                  | -       | -          | -      |                                    |
| 1967 | Je bent niet hip                    | 12 (12) | 9 (6)      | -      | nummer 1840 (2000) in de Top 2000  |
| 1967 | Wat moet ik doen                    | 36 (2)  | -          | -      |                                    |
| 1968 | Corriamo                            | 33 (6)  | -          | -      |                                    |
| 1968 | Dat is de liefde                    | -       | -          | -      |                                    |
| 1968 | Tambourine girl                     | -       | -          | -      | met The Harbourlights              |
| 1969 | Kleine tovenaar                     | -       | -          | -      |                                    |
| 1969 | Sim sala bim                        | -       | -          | -      |                                    |
| 1969 | Fisherman king                      | -       | -          | -      | begeleiding door Brainbox          |
| 1970 | Tell me you're never gonna leave me | tip     | -          | -      | begeleiding door de Golden Earring |
| 1971 | I believe in love                   | tip     | -          | -      | met Yvonne Paaij, als 'Honeypie'   |

#### Gelegenheidsformaties
| Jaar | titel                 | Top 40 | Hilversum* | België | opmerkingen |
| ---- | --------------------- | ------ | ---------- | ------ | --- |
| 1969 | Were you there        | tip    | -          | -      | Package, bestaande uit: Patricia Paaij, Unit Gloria, Left Side en The Buffoons                                                            |
| 1970 | Hans Brinker symphony | 7 (6)  | 5 (6)      | -      | Holland, bestaande uit: Patricia en Yvonne Paaij, Yvonne Keeley, Anita Meyer, Trudie Huysdens en leden uit Earth & Fire en Golden Earring |

#### Himalaya / Heart
| Jaar | titel                     | Top 40 | Hilversum* | België | opmerkingen              |
| ---- | ------------------------- | ------ | ---------- | ------ | ------------------------ |
| 1971 | Put your hand in the hand | tip    | -          | -      | door Himalaya nummer 1-6 |
| 1973 | Hang on                   | tip    | -          | -      | door Heart               |
| 1974 | Stronger                  | -      | -          | -      | door Heart               |
| 1974 | Lovemaker                 | 28 (4) | tip        | -      | door Heart               |

#### Als Patricia Paay
| Jaar | titel                              | Top 40 | Hilversum* | België  | opmerkingen                                            |
| ---- | ---------------------------------- | ------ | ---------- | ------- | ------------------------------------------------------ |
| 1975 | Please crawl out your window       | -      | -          | -       |                                                        |
| 1976 | Some day my prince will come       | 22 (6) | 21 (4)     | 21 (2)  |                                                        |
| 1976 | Now (is the moment)                | 20 (8) | 23 (3)     | 16 (5)  |                                                        |
| 1976 | Who's that lady with my man        | 2 (11) | 2 (10)     | 2 (11)  | 11 (10)                                                |
| 1977 | Livin' without you                 | 5 (11) | 7 (10)     | 7 (8)   |                                                        |
| 1978 | Everlasting love                   | -      | tip        | 25 (1)  |                                                        |
| 1978 | Malibu                             | 14 (6) | 19 (9)     | 26 (4)  |                                                        |
| 1978 | The best friend I know             | 26 (4) | 31 (9)     | -       | met Yvonne Keeley                                      |
| 1979 | You make it alright                | 25 (5) | 25 (6)     | -       | met Jacques Kloes Beste Nederlandse productie van 1979 |
| 1980 | Sweets for my sweet                | tip    | -          | -       | met Yvonne Keeley als The Twits                        |
| 1980 | Give it to me                      | tip    | 40 (2)     | -       |                                                        |
| 1980 | Maybe (to know him is to love him) | 31 (3) | 30 (7)     | -       |                                                        |
| 1981 | Who let the heartache in           | 9 (9)  | 19 (9)     | 10 (10) |                                                        |
| 1981 | Saturday nights                    | 15 (7) | 17 (10)    | 7 (11)  |                                                        |
| 1982 | A dime a dance                     | -      | -          | tip     |                                                        |
| 1982 | Je bent niet hip                   | -      | -          | -       | nummer 1840 (2000) in de Top 2000                      |
| 1982 | Queen for tonight                  | -      | tip        | -       |                                                        |
| 1982 | Tomorrow                           | 6 (9)  | 3 (10)     | 3 (9)   |                                                        |
| 1983 | Solitaire                          | 16 (5) | 24 (6)     | 5 (7)   |                                                        |

### Star Sisters
| Jaar | titel                                         | Top 40 | Hilversum*                | België | opmerkingen                                      |
| ---- | --------------------------------------------- | ------ | ------------------------- | ------ | ------------------------------------------------ |
| 1983 | Stars on 45 proudly presents The Star Sisters | 1 (13) | 1 (14) remix 2007: 82 (4) | 1 (16) | Alarmschijf Hit van het jaar 1983 35 (11) 15 (5) |
| 1984 | Hooray for Hollywood                          | 22 (6) | 18 (6)                    | 13 (4) |                                                  |
| 1984 | A tribute to Marilyn Monroe                   | tip    | 33 (1)                    | -      |                                                  |
| 1985 | Godzilla                                      | -      | -                         | -      | grote hit                                        |
| 1985 | Danger                                        | 24 (8) | 25 (7)                    | 13 (6) |                                                  |
| 1985 | He's the 1 (I love)                           | tip    | 42 (1)                    | 26 (4) |                                                  |
| 1985 | The duke of dance                             | -      | tip                       | -      |                                                  |
| 1986 | Just another night (in New York City)         | tip    | 49 (1)                    | -      |                                                  |
| 1986 | Are you ready for my love                     | tip    | tip                       | -      |                                                  |
| 1986 | Bad girls                                     | tip    | 82 (4)                    | -      |                                                  |

#### Als Patricia Paay
| Jaar | titel                       | Top 40 | Hilversum* | België | opmerkingen                 |
| ---- | --------------------------- | ------ | ---------- | ------ | --------------------------- |
| 1987 | Stop me                     | tip    | 63 (5)     | -      |                             |
| 1992 | De wereld                   | tip    | 28 (10)    | -      | met Rob de Nijs             |
| 2000 | Daddy                       | -      | -          | -      | met het John Paay Orchestra |
| 2009 | Who's that lady with my man | -      | 83 (2)     | -      | remix van John Marks        |
| 2009 | Verliefd                    | -      | -          | -      | met Coole Piet Diego        |

### Albums
als Patricia
- 1969: Portret van Patricia

als Patricia Paay
- 1975: Beam of light
- 1977: The lady is a champ
- 1978: Malibu touch
- 1981: Playmate
- 1983: Dreamworld

Star Sisters
- 1983: Tonight 20:00 hrs.
- 1984: Hooray for Hollywood
- 1985: Danger

Compilaties (als Patricia Paay)
- 1982: Yesterday and tomorrow
- 1990: Who's that lady with my man
- 1995: Time of my life
- 2004: Je bent niet hip, heruitgave van Portret van Patricia met bonustrack
- 2006: Patricia Paay

### Dvd
- 2010: Forever fit, dans-dvd met Remco Bastiaansen